# Рижское маршрутное такси
Рижское маршрутное такси (Рижский микроавтобус) (латыш. Mikroautobusu satiksme Rīgā) — вид общественного транспорта в Риге. До 2012 года линии маршрутного такси обслуживали машины восьми частных предприятий: 
Rīgas taksometru parks, Blands, Centība N, DMK, Kort, Taksi.LV и Vas Sv. с 1 января 2012 года был объявлен конкурс на объединённое генеральное предприятие по обслуживанию рижских маршрутных такси. Конкурс выиграло предприятие, принадлежащее Рижскому самоуправлению SIA Rīgas Mikroautobusu satiksme.
Цена одного билета составляла 1,15 EUR, при покупке у водителя — 2,00EUR.
С 7 мая 2018 года на маршрутах 203, 204, 206, 214, 224, 237, 241, 244, 263 стали действовать льготы. Маршруты, где льготы не действуют, были перенумерованы с 200-х на 300-е, и на них стали курсировать оранжевые маршрутные такси.
9 сентября 2022 года все маршруты закрыты по причине банкротства перевозчика. На маршрутах 303 и 363 в течение следующей недели работали автобусы Rīgas satiksme.  19 сентября 2022 года маршруты 303 и 363 были преобразованы в автобусные маршруты 33 и 63.

## Маршруты

### Экспресбусы (льготы не действуют, цвет оранжевый) (Действовали до 09.09.2022 г.)
- 300: Привокзальная площадь — Вецмилгравис — Вецаки
- 303: Плявниеки — Югла (c 19.09.22 — переделан в автобусный маршрут № 33 и продлён до конечной маршрута № 370)
- 304: Центр — Югла (Временно не работал)
- 309: Пурвциемс — Кенгарагс
- 314: Центральный вокзал — Дрейлини — IKEA
- 316: ул. Базницас — Кенгарагс
- 322: Центральный вокзал — Аэропорт «Рига» (Временно не работал)
- 324: Привокзальная площадь — Мангальсала (Временно не работал)
- 333: Центр — Зиепниеккалнс
- 336: ул. Базницас — Золитуде
- 338: Плявниеки — Иманта (Временно не работал)
- 341: Центр — Аэропорт «Рига» (Временно не работал)
- 344: Центральный вокзал — Ильгюциемс (Временно не работал)
- 346: Центр — Даугавгрива
- 363: Межциемс — Шампетерис (c 19.09.22 — переделан в автобусный маршрут № 63, с изменением трассы в районе Агенскалнса)
- 370: Плявниеки — Иманта
- 371: Больница П. Страдиня — Больница «Линезерс» — Межциемс

Главное отличие экспресбусов от минибусов это первая цифра (у минибусов это - 2, а у экспрессбусов - 3, но особого смысла в цифре нет) а также право не останавливаться на остановке если никто на ней не собирается выходить.

### Минибусы (цвет синий а на сайте www.rigassatiksme.lv отмечались фиолетовым) (Действовали до передела в экспрессбусы)
- 200: Привокзальная площадь — Вецмилгравис — Вецаки
- 200А: Вецдаугава — ул. Сканстес — Привоказльная площадь
- 201: Вецмилгравис — Югла
- 202: Яунциемское кладбище — Югла
- 203: Плявниеки — Югла
- 204: Центр — Югла (Временно не работал)
- 206: Автовокзал — Межциемс
- 207: Межциемс — Улица Риепнеку (закрыт по причине нерентабельности)
- 208: Автовокзал — Плявниеки
- 209: Пурвциемс — Кенгарагс
- 214: Центральный вокзал — Дрейлини — IKEA
- 216: ул. Базницас — Кенгарагс
- 218: Берги — улица Элизабетес
- 218a: Берги — ул. Элизабетес
- 219: ул. Тургенева — Т\Ц «Молс»
- 221: Центральный Рынок — Саркандаугава — Межапарк — Чиекуркалнс
- 222: Центральный вокзал — Аэропорт «Рига» (Временно не работал)
- 224: Привокзальная площадь — Мангальсала (Временно не работал)
- 233: Центр — Зиепниеккалнс
- 236: ул. Базницас — Золитуде
- 238: Плявниеки — Иманта (Временно не работал)
- 239: Зиепниеккалнс — Южный Мост — Кенгарагс — Плявниеки — Пурвциемс — Межциемс — Югла
- 241: Центр — Аэропорт «Рига» (Временно не работал)
- 242: Центральный вокзал — Иманта
- 244: Центральный вокзал — Ильгюциемс (Временно не работал)
- 246: Центр — Даугавгрива
- 246a: Центр — Даугавгрива
- 247: Зиепниеккалнс — Болдерая. (Маршрут переделан в автобусный маршрут № 56)
- 263: Межциемс — Шампетерис
- 267: Центр — Саркандаугава
- 269: Плявниеки — Иманта
- 270: Плявниеки — Иманта
- 271: Больница П. Страдиня — Больница «Линезерс» — Межциемс
- 276: Дарзини — Кипсала. (Маршрут был продлён до Иманты и перенумерован в 277)
- 277: Дарзини — Кипсала — Иманта (Маршрут укорочен до Abrenes iela и Кипсалы и переделан в автобусный маршрут Nr. 57)
- 280: Автовокзал — Пурвциемс

### Экобус
Это название несли на борту старые маршрутки частных фирм, со стёртой первой цифрой трёхзначного номера, осуществлявшие нерегулярное сообщение по наиболее загруженным маршрутам.
- 00 — Центр — Вецмилгравис (летом до Вецаки)
- 03 — Плявниеки — Югла
- 06 — Межциемс — Центр
- 04 — Центр — Плявниеки — Югла
- 12 — Центр — Плявниеки — Дрейлини
- 16 — Центр — Кенгарагс
- 33 — Центр — Зиепниеккалнс
- 37 — Центр — Иманта
- 70 — Иманта — Плявниеки
- 80 — Центр — Пурвциемс

### Ночной автобус (Закрыты с момента введения комендантского часа из-за COVID-19)
Это название носили маршрутки которые ездили ночью (примерно 0:00 - 5:30) пока остальной транспорт не курсировал. 
- N1: Центр - Теика - Югла
- N2: Центр - Саркандаугава - Вецмилгравис
- N3: Центр - Даугавгрива
- N4: Центр - Иманта - Золитуде
- N5: Центр - Пурвциемс - Межциемс
- N6: Центр - Плявниеки - Дреилини
- N7: Центр - Кенгарагс
- N8: Центр - Агенскалнс - Золитуде
- N10: Центр - Агенскалнс - Зиепниеккалнс